# Sanmenxia
Sanmenxia (xinès simplificat: 三门峡; xinès tradicional: 三門峽; pinyin: Sānménxiá; postal: Sanmenhsia) és una ciutat a nivell de prefectura a l'oest de la província de Henan, a la República Popular de la Xina. La ciutat més occidental a nivell de prefectura a Henan, Sanmenxia limita amb Luoyang a l'est, Nanyang al sud-est, la província de Shaanxi a l'oest i la província de Shanxi al nord. La ciutat es troba al costat sud del riu Groc en el punt on el riu talla l'altiplà de Loess en el seu camí cap a la plana del nord de la Xina.
Segons el cens de 2020, tenia 2.034.872 habitants dels quals 820.300 vivien a l'àrea urbanitzada formada per Hubin, districtes urbans de Shanzhou i el comtat de Pinglu a la veïna Shanxi (205.080 habitants), ara dins de l'aglomeració.

## Geografia
Sanmenxia es troba a l'oest de Henan, a la riba sud (dreta) del riu Groc, i està envoltada per tres costats per muntanyes, amb elevacions que generalment augmenten de nord-est a sud-oest. La major part de la prefectura es troba a una altitud de 300 a 1.500 metres, tot i que el cim més alt de la província, a 2.413,8 metres, es troba a Lingbao. La prefectura es troba a la intersecció de les províncies de Henan, Shanxi i Shaanxi, limitant amb Luoyang a l'est, Nanyang al sud, Weinan (Shaanxi) a l'oest i Yuncheng (Shanxi) al nord a través del riu Groc.

### Clima
Sanmenxia té un clima continental majoritàriament sec i influït pel monsó, amb quatre estacions. Els hiverns són moderadament freds i molt secs, mentre que els estius són calorosos i humits. Les temperatures mitjanes diàries mensuals oscil·len entre -0,3 °C al gener i 26,4 °C al juliol, i la mitjana anual és de 13,9 °C. Més de la meitat de les precipitacions anuals cauen de juliol a setembre. Hi ha entre 184 i 218 dies sense gelades a l'any. En el sistema de Köppen, la ciutat es troba a la zona de transició entre un clima subtropical humit (Köppen Cwa) i un clima continental humit (Köppen Dwa), i rep prou precipitacions per evitar ser semiàrida (Köppen BSk).